# Astatoreochromis alluaudi
Astatoreochromis alluaudi és una espècie de peix de la família dels cíclids i de l'ordre dels perciformes present als llacs Victòria, Kyoga, Edward, George, Nabugabo, Kachira i Nakavali, i els seus afluents (Àfrica).
Els mascles poden assolir 19 cm de longitud total.
És una espècie de clima tropical entre 24 °C-28 °C de temperatura i que viu fins als 20 m de fondària.
És omnívor.